# Willem Sandberg

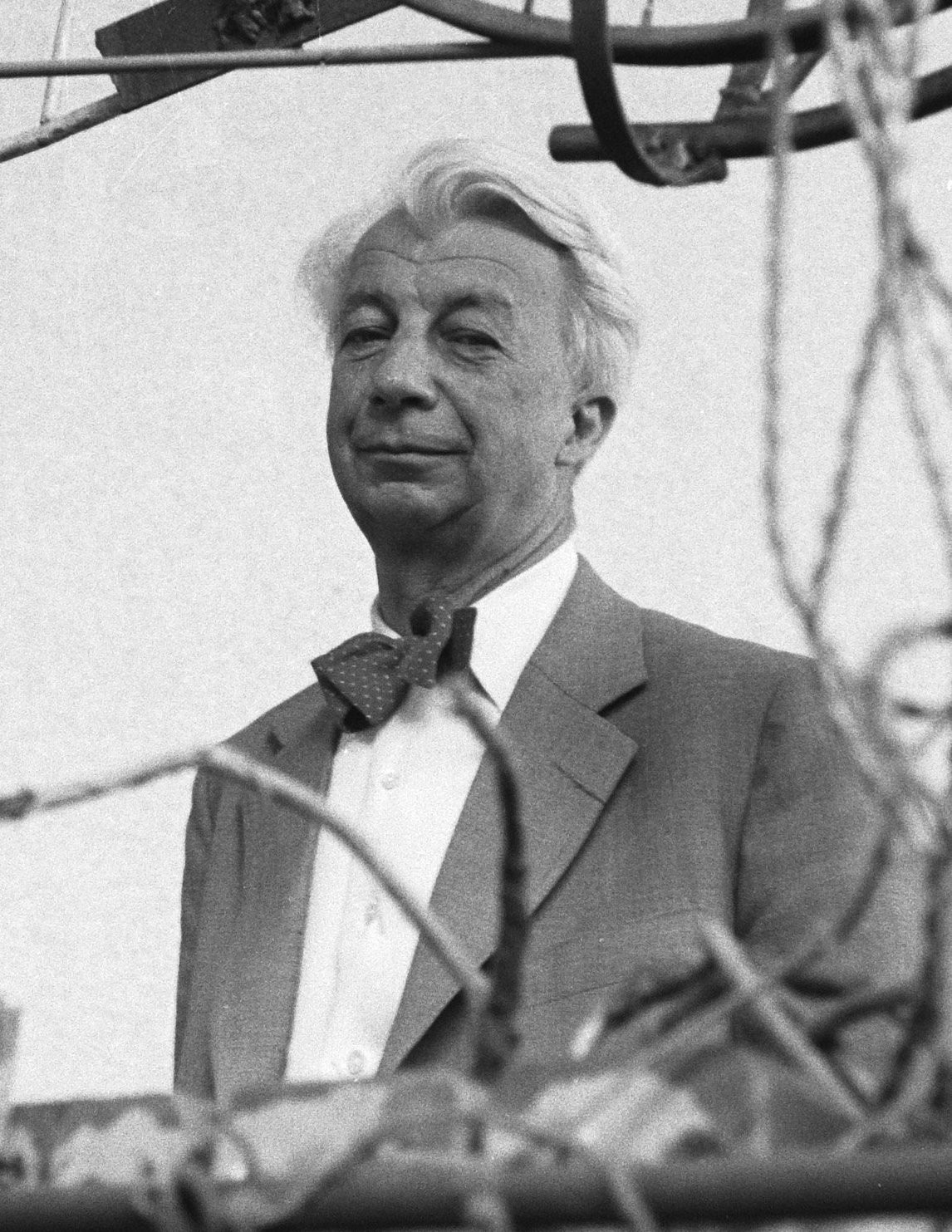
Willem Sandberg (1961)

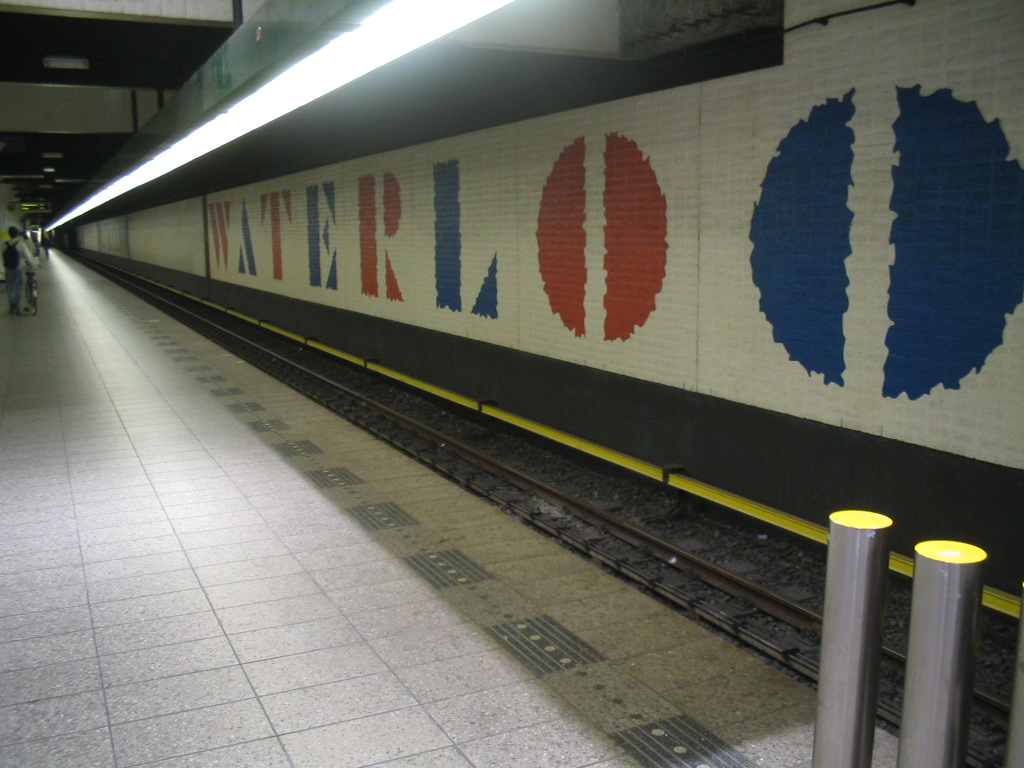
Wandbild von Willem Sandberg in der Metrostation Waterlooplein in Amsterdam

Willem Sandberg, eigentlich:  Jonkheer Willem Jacob Henri Berend Sandberg  (* 24. Oktober 1897 in Amersfoort, Niederlande; † 9. April 1984 in Amsterdam) war ein niederländischer Grafiker, Typograf und Grafikdesigner, spezialisiert auf Gebrauchsgrafik, Museumsdirektor und international auch bekannt für seine Plakatkunst und Kataloggestaltungen.

## Leben und Werk
Willem Sandberg war ein Anhänger der Mazdaznan-Bewegung. Als junger Mann arbeitete er als Lehrling bei einer Druckerei in Herrliberg in der Schweiz. 1927 besuchte er Wien, wo er Otto Neuraths Isotype-System studierte. Er bereiste Deutschland, besuchte das Bauhaus in Dessau und traf dort Naum Gabo. Er beschäftigte sich zwischen 1927 und 1935 auch mit Psychologie in Wien und in Utrecht und studierte anschließend noch Kunst in Amsterdam.
Nach seiner Rückkehr nach Amsterdam arbeitete er als Grafiker und begann ab 1928 seine lange Beziehung zum Stedelijk Museum. 1932 wurde er Mitglied der VANK, der Niederländischen Gesellschaft für Kunst und Kunsthandwerk.

Von 1937 bis 1941 war er Kurator des Museums für moderne Kunst, ab 1938 Zweiter Direktor des Amsterdamer Stedelijk Museums. Nach dem Zweiten Weltkrieg wurde er 1945 Direktor des Stedelijk Museums bis zu seiner Pensionierung im Jahre 1962. Während seiner Amtszeit erweiterte er das Museum und entwickelte neue Ausstellungstechniken, für die er international bekannt wurde. Er war auch an der grafischen Gestaltung und der Typografie von über 300 Katalogen maßgeblich beteiligt.
Von 1947 bis 1951 war er Präsident der Niederländischen Künstlervereinigung und von 1948 bis 1960 Vizepräsident des niederländischen Artscouncil. 1952 erhielt er einen von der Widerstandsbewegung ausgelobten Preis für Grafik und 1957 den Werkman-Preis der Stadt Amsterdam. Im Jahre 1962 erhielt er die Ehrendoktorwürde der Universität von Buffalo (USA). 1964 wurden einige Arbeiten von ihm auf der documenta III in Kassel in der Abteilung Graphik gezeigt.
Er war am Aufbau des neuen israelischen Nationalmuseums in Jerusalem beteiligt; ab 1964 war er dessen Vorstandsvorsitzender. Im selben Jahr erhielt er den Frans-Duwaer-Preis. Mit Hans Ludwig C. Jaffé verfasste er das Werk Kunst van heden in het Stedelĳk (Amsterdam, 1961; deutsch Ein Museum für moderne Kunst: Stedelijk, Amsterdam, 1962).